# Zoonomia; or the Laws of Organic Life
Zoonomia; or the Laws of Organic Life (Zoonomia o les lleis de la vida orgànica) (1794) és un llibre mèdic en dos volums escrit per Erasmus Darwin que tracta de la patologia, anatomia, psicologia, i del funcionament del cos. Aquest llibre incorpora idees primerenques sobre la teoria de l'evolució que més tard van ser completament desenvolupades pel seu net, Charles Darwin.

## Influències
El poeta romàntic anglès William Wordsworth usà a la Zoonomia de Darwin com a font per al seu poema "Goody Blake and Harry Gill", publicat a les Lyrical Ballads (1798).

## Herència dels trets adquirits
En Zoonomia, Darwin proposa l'herència dels trets adquirits. Ell manifesta que a "tots els animals experimenten transformacions que en part es produeixen per es seves pròpies respostes al plaer o al dolor, i moltes es transmeten a la seva posterioritat." Aquestes manifestacions són similars a les idees sobre l'evolució de Jean-Baptiste Lamarck.
Darwin proposava la hipòtesi de la pangènesi en la tercera edició de Zoonomia.